# بوريس شاليابين
بوريس شاليابين (بالروسية: Шаляпин, Борис Фёдорович)‏ (و. 1904 – 1979 م) هو فنان، ونحات، ورسام من الاتحاد السوفياتي الروسي الاشتراكي، وفرنسا، ولد في موسكو، توفي في نيويورك، عن عمر يناهز 75 عاماً.

## التعليم
تعلم في أكاديمية كولاروسي ‏
.